# Александра Кісіо
Александра Кісіо (пол. Aleksandra Kisio; нар. 22 березня 1983 року, Старгард, ПНР) — польська акторка.
Народилася в Щецині, її батьками є Марек Кісіо та Ізабела Кісіо-Скорупа.
Навчалась у Державній вищій школі кіно, телебачення та театру в Лодзі. Дебютувала у 2001 році в серіалі «Польські свята».

## Вибіркова фільмографія
- Кар'єра Нікося Дизми (2002)
- Хлопці не плачуть (1999)